# Brasil nos Jogos Olímpicos de Inverno de 2010

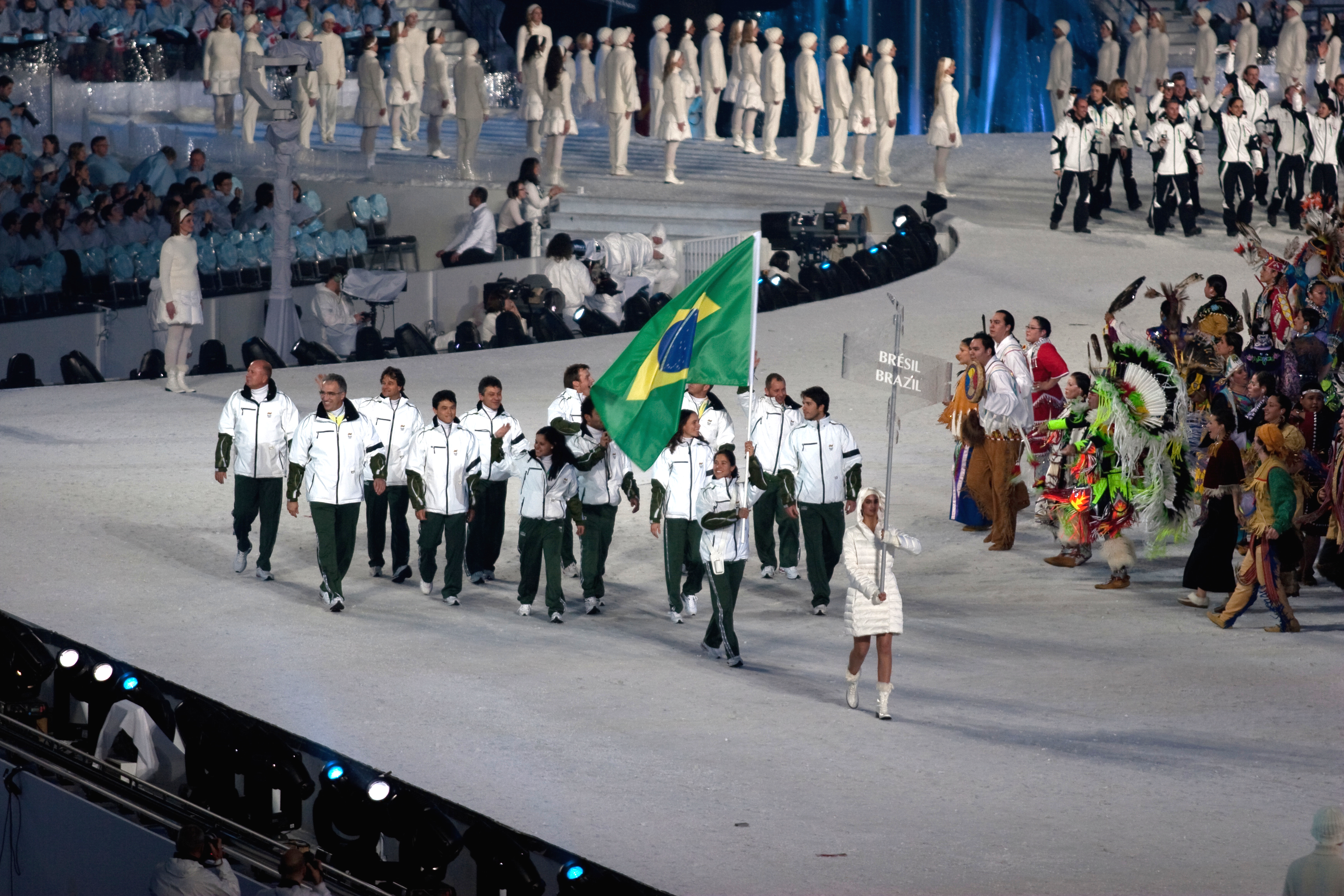
Delegação brasileira durante a cerimônia de abertura.

O Brasil participou dos Jogos Olímpicos de Inverno de 2010, realizados em Vancouver, no Canadá. Foi a sexta aparição consecutiva do país em Olimpíadas de Inverno.
Em 22 de dezembro de 2009, a Confederação Brasileira de Desportos na Neve anunciou o nome de cinco atletas que competiriam no esqui alpino, esqui cross-country e snowboard. Assim como em 2006, a porta-bandeira na cerimônia de abertura foi a snowboarder Isabel Clark Ribeiro. Jaqueline Mourão foi a encarregada de levar a bandeira brasileira na cerimônia de encerramento.
Após o Tribunal Arbitral do Esporte garantir a participação das seleções femininas de bobsled da Austrália e Irlanda, a Confederação Brasileira de Desportos no Gelo apresentou um recurso para ter nessa edição a primeira seleção feminina de bobsled no Jogos de Inverno, a qual seria composta por Fabiana Santos e Daniela Ribeiro. Mesmo admitindo que havia um equívoco, já que a Federação Internacional de Bobsleigh e de Tobogganing (FIBT) admitiu o time irlandês e não o francês para a disputa da Copa do Mundo, o recurso foi recusado.

## Desempenho

### Esqui alpino
Feminino
| Atleta         | Evento         | Corrida 1 | Corrida 2 | Total   | Pos. |
| -------------- | -------------- | --------- | --------- | ------- | ---- |
| Maya Harrisson | Slalom         | DNF       | DNF       | DNF     | DNF  |
| Maya Harrisson | Slalom gigante | 1:01.18   | 1:00.49   | 2:01.67 | 48°  |

Masculino
| Atleta          | Evento         | Corrida 1 | Corrida 2 | Total   | Pos. |
| --------------- | -------------- | --------- | --------- | ------- | ---- |
| Jhonatan Longhi | Slalom         | DNF       | DNF       | DNF     | DNF  |
| Jhonatan Longhi | Slalom gigante | 1:24.76   | 1:29.27   | 2:54.03 | 56°  |

### Esqui cross-country
Feminino
| Atleta           | Evento      | Final   | Final |
| Atleta           | Evento      | Tempo   | Pos.  |
| ---------------- | ----------- | ------- | ----- |
| Jaqueline Mourão | 10 km livre | 30:22.2 | 67º   |

Masculino
| Atleta         | Evento      | Final   | Final |
| Atleta         | Evento      | Tempo   | Pos.  |
| -------------- | ----------- | ------- | ----- |
| Leandro Ribela | 15 km livre | 43:36.2 | 90º   |

### Snowboard
Feminino
| Atleta               | Evento          | Preliminar | Preliminar | Quartas     | Semifinal   | Final       | Final       |
| Atleta               | Evento          | Tempo      | Pos.       | Posição     | Posição     | Posição     | Pos.        |
| -------------------- | --------------- | ---------- | ---------- | ----------- | ----------- | ----------- | ----------- |
| Isabel Clark Ribeiro | Snowboard cross | 1:41.10    | 19º        | Não avançou | Não avançou | Não avançou | Não avançou |

Legenda
| Recorde mundial      | Recorde mundial (World record)               |                       | Recorde africano                      | Recorde africano (African) |                                           | Q | Classificado por posição (Qualified) |
| Recorde olímpico     | Recorde olímpico (Olympic record)            | Recorde da América    | Recorde da América (Americas)         | q                          | Classificado por melhor tempo (Qualified) |   |                                      |
| Melhor marca do ano  | Melhor marca do ano (World leading)          | Recorde asiático      | Recorde asiático (Asian)              | DNS                        | Não largou (Did not start)                |   |                                      |
| Recorde nacional     | Recorde nacional (National record)           | Recorde europeu       | Recorde europeu (European)            | DNF                        | Não terminou (Did not finish)             |   |                                      |
| Recorde pessoal      | Recorde pessoal do atleta (Personal best)    | Recorde da Oceania    | Recorde da Oceania (Oceania)          | DSQ / DQ                   | Desclassificado (Disqualified)            |   |                                      |
| Recorde da temporada | Recorde da temporada do atleta (Season best) | Recorde sul-americano | Recorde sul-americano (South America) | NM                         | Sem marca (No mark)                       |   |                                      |